# School of Fish
School of Fish war eine US-amerikanische Alternativband.
Die Band wurde 1989 gegründet und unterschrieb bereits im Jahr darauf einen Vertrag bei Capitol Records. Im März 1991 wurde ihre Debütsingle 3 Strange Days veröffentlicht. Im gleichen Jahr trat die Band bei einem Konzert des Radiosenders KROQ auf, von dem ein Live-Mitschnitt veröffentlicht wurde. Nach der Veröffentlichung des zweiten Albums 1993 löste sich die Band auf.

## Diskografie
- School of Fish (Capitol, 1991)
- Human Cannonball (Capitol, 1993)